# Simon Bredon

Copie du manuscrit Arithmetica theorica de Simon Bredon, vers 1450.

Simon Bredon (c. 1300-1372) est un astronome, mathématicien et médecin anglais. Membre du groupe des Calculateurs d'Oxford, il est élu fellow de Merton c. 1330, peut-être jusqu'en 1342, ayant été membre du Balliol College. Docteur en médecine de l'Université d'Oxford, il a laissé des manuscrits et un certain nombre d'instruments scientifiques à différents collèges d'Oxford, y compris peut-être le legs de l’astrolabe du collège Oriel (c. 1340) qui se trouve à présent au Museum of the History of Science (en).
Il est l'un des tout premiers mathématiciens européens à travailler sur la trigonométrie.
On lui a attribué le traité The equatorie of the planetis bien que Geoffrey Chaucer ou un autre contemporain ait pu en être l'auteur.